# La Mare de Déu de Vida
La Mare de Déu de Vida (hiszp. Mare de Deu de Vida) – miejscowość w Hiszpanii, w Katalonii, w prowincji Girona, w comarce Alt Empordà, w gminie Cistella.
Według danych INE z 2005 roku miejscowość zamieszkiwało 67 osób.